# Manoel Tobias
Manoel Tobias da Cruz Junior, noto semplicemente  Manoel Tobias (Salgueiro, 19 aprile 1971), è un ex giocatore di calcio a 5 brasiliano, campione del mondo con la nazionale brasiliana nel 1992 e 1996.

## Carriera
Eletto miglior giocatore del mondo nel 1996, miglior marcatore (scarpa d'oro) e miglior giocatore (pallone d'oro) dei Mondiali 1996 e 2000, Manoel Tobias è stato uno dei più rappresentativi calcettisti a cavallo tra gli anni 1990 ed il 2000, avendo preso parte a quattro campionati del mondo a partire dal 1996. Come giocatore ha iniziato la propria carriera nel 1990 nel Candelas, per passare al Votorantim l'anno dopo e approdare al Banfort nel 1992. Convocato nella Seleção per i campionati mondiali dello stesso anno, è tra i dodici che confermano la coppa del 1989, con lo stesso Brasile si laurea anche campione sudamericano. Nel 1993 vince il campionato brasiliano e la Coppa America per club per passare nel 1994 all'Impacel, dove torna a vincere il campionato brasiliano (il suo terzo).
Nel 1995 il già pluridecorato ventiquattrenne passa all'Enxuta, dove si riconferma campione del Brasile, vince il circuito nazionale e diventa campione del mondo per club, mentre con il Brasile trionfa nella prima edizione del Mundialito. L'anno successivo inizia il suo biennio all'Inter/Ulbra, che porterà nella sua bacheca la prima Liga Futsal, ma è con la nazionale che otterrà il riconoscimento più prestigioso vincendo la sua seconda coppa del mondo che lo vedrà di nuovo incoronato scarpa d'oro e pallone d'oro della manifestazione, al termine di un anno eccezionale, Manoel vince il premio come Miglio Giocatore dell'anno. Nel 1997 continua il suo stato di grazia vincendo con il Brasile la Coppa America.
Passato nel 1998 all'Atletico Mineiro, non ottiene grandi risultati a livello di club, ma vince la Coppa America con la nazionale. Dopo un anno e mezzo al Vasco da Gama, passa al Malwee/Jaraguá. dove non ottiene grandi risultati di squadra, Manoel fa anche parte della bruciante spedizione Brasiliana in Guatemala per i mondiali del 2000 persi per mano della Spagna.
L'avventura spagnola di Manoel Tobias inizia nel 2003 con il Cartagena, dopodiché il campione brasiliano torna allo Sport Club Ulbra dove chiude la carriera il 24 settembre 2007 durante la gara Ulbra-Joinville 1-1.